# 中村亜裕美
中村 亜裕美（なかむら あゆみ、1985年3月20日 - ）は、エフエム東京（TOKYO FM）の元アナウンサー。富山県出身。元クリエイティブ・メディア・エージェンシー所属のフリーアナウンサー。

## 人物・来歴
- 身長 : 166cm[要出典]
- 血液型 : O型
- 趣味 : ドライブ、テニス、スポーツジム通い[要出典]
- 特技 : バドミントン、陸上[要出典]
- 富山県立富山中部高等学校を経て、2007年3月 筑波大学卒業 第一学群（社会学類法学専攻）
- テレビ朝日アスク アナウンサー養成コース卒業。本人いわく、つくばエクスプレス開業前の茨城県つくば市から3時間かけて通っていたという。この頃に同じ志を持つ滝本沙奈と知り合う[要出典]。
- 「第2日本テレビ」専属女子アナウンサーオーディションに応募し、見事に初代専属女子アナに選ばれる。これがきっかけで、中村と同じオーディションで最終候補に残った3人（うち一人は松澤千晶）を加えた4人で、女子大生アシスタント「Oha!4 JD」が結成された。この頃が中村のアナウンサー・キャスターデビューだった[要出典]。
- 2010年春から3年ほど、マーケティング会社ビルコムに広報として勤務[1]。
- 2013年4月よりTOKYO FMに総合職で入社。研修期間を経て、同年秋よりアナウンサーの活動を再開。
- 未来短歌会に所属する歌人でもある。
- 産休のため、2018年6月をもって担当していた番組をすべて降板した。9月に出産したが、育児に専念するため2019年6月でTOKYO FMを退職。

## 過去の担当番組

### テレビ
- Oha!4 NEWS LIVE（日本テレビ系、2006年4月～12月）

筑波大学在学中に「Oha!4 JD」の初代メンバーの一員としての出演。
- CS放送「TBSニュースバード」 - 2007年4月～2010年3月

大学卒業後、本格的にキャスター活動に入る。当時の目標は、訛りを克服する事。
2008年11月現在、水曜～金曜の日中または夜間、日曜未明～早朝を担当。また、2008年4月から10月までは滝本と交替でザ・プロ野球のリポートも行っていた。
滝本ら6人のキャスターの降板が決定したこともあり、2009年3月11日より東京証券取引所からのリポートを担当。
同年4月から新たに6人のキャスターを迎え入れたが、この中に松澤もいた。こうして「Oha!4」以来約2年ぶりに中村と松澤は同じ職場で活動。
- 2010年3月末日をもって、TBSニュースバードを降板。

### ラジオ
- TOKYO FM ナツウタセレクター2014（TOKYO FM、2014年8月25日～8月27日）
- Green Essence（JFN、？～2015年9月25日）
- Daiwa Sakura Aid Treasure for Future（TOKYO FM）
- 中西哲生のクロノス（TOKYO FM、2014年11月5日～6日、2015年8月7日、2015年11月4日～6日）
- 速水健朗のクロノス・フライデー（TOKYO FM、2016年11月4日）
- Saturday Music 8（土 8:00-8:30）
- JOGLIS（土 7:00-7:20）
- 空想メディア（日 25:00-25:30）
- TOKYO FM NEWS（火・金 9:55-15:50、水 17:50-21:00）
- ドライバーズ・インフォ（土 9:55-17:00の間の枠）
- Hit & Wether（土 10:50-10:55）
- JFNニュース (不定期曜日 18:55〜19:00、19:55〜20:00)

### その他
- コスモ アースコンシャス アクト クリーン・キャンペーン in 千葉 - 2014年9月20日

コスモ石油、TOKYO FM、JFN共同開催のイベント